# Kanton Le Blanc-Mesnil
Kanton Le Blanc-Mesnil (fr. Canton du Blanc-Mesnil) je francouzský kanton v departementu Seine-Saint-Denis v regionu Île-de-France. Tvoří ho pouze město Le Blanc-Mesnil.